# مسيرة البطريق (فلم 2005)
مسيرة البطريق ((بالفرنسية: La Marche de l'empereur) وترجمته الحرفية (مسيرة الإمبراطور) فيلم وثائقي فرنسي حاز على جائزة الأوسكار لأفضل فيلم وثائقي سنة 2005. من إخراج لوك جاكي، ومن إنتاج جمعية ناشيونال جيوغرافيك وبون بيوش.
استغرقت مدة تصوير الفيلم سنة كاملة حيث انعزل المصوران لوران شالي وجيروم ميزون لأخذ اللقطات، وقد تم تصور الفيلم في القاعدة الفرنسية العلمية أرض أدلي.

## ملخص الفيلم
يصف الفيلم الرحلة السنوية التي يقوم بها البطريق الإمبراطوري الذي يعيش على الأنتاركتيكا. فكل البطاريق البالغة (الأكبر من 5 سنوات) تغادر موطنها الطبيعي المحيط، لتذهب صوب مكان أسلافها، ويقوم البطاريق الذكور بمغازلة الإناث، فإن نجحت المهمة فالنتيجة بطاريق صغار. ولكي يبقى البطريق الصغير على قيد الحياة فعلى الأبوين القيام برحلات شاقة لجلب الطعام من الموئل وذلك على مرّ الأشهر حتى يبلغ الصغير ويستطيع الاعتماد على نفسه.

## وصلات خارجية
- مقالات تستعمل روابط فنية بلا صلة مع ويكي بيانات